# گرت ویلدن
گرت ویلدن (آلمانی: Gert Wilden؛ ‏ ۱۵ آوریل ۱۹۱۷ – ۱۰ سپتامبر ۲۰۱۵) آهنگساز، نوازنده پیانو، موسیقی‌دان و رهبر ارکستر اهل آلمان بود.
از فیلم‌هایی که وی در آن‌ها نقش داشته‌است، می‌توان به مادام و خواهرزاده‌اش اشاره نمود.